# Labuništa
Labuništa (en macédonien Лабуништа, en albanais Labunishti) est un village du sud-ouest de la Macédoine du Nord, situé dans la municipalité de Struga. Le village comptait 5 936 habitants en 2002. Il est majoritairement albanais.

## Démographie
Lors du recensement de 2002, le village comptait :
- Albanais : 4 288 ;
- Turcs : 879 ;
- Macédoniens : 371 ;
- Bosniaques : 31 ;
- Roms : 3 ;
- Valaques : 1 ;
- Serbes : 1 ;
- Autres : 362.

La langue maternelle de la population :
- Macédonien : 4,872 ou 82 % ;
- Albanais : 925 ou 15,5 % ;
- Turc : 78 ou 1,31 % ;
- Serbe : 3 ou 0,05 % ;
- Autres : 58 ou 0,97 %.